# Liam Brady
Liam Brady (Dublín, 13 de febrer, 1956) fou un futbolista i entrenador de futbol irlandès.
Brady començà la seva carrera professional a l'Arsenal FC, on s'havia traslladat a l'edat de 15 anys. El 1980 fitxà per la Juventus, on guanyà dues lligues, però l'arribada de Michel Platini el 1982 provocà la seva marxa a la UC Sampdoria, i més tard a l'Internazionale (1984-1986) i Ascoli (1986-1987). Retornà a Londres, on acabà la seva trajectòria com a jugador al West Ham (1987-1990).
Fou 72 cops internacional amb Irlanda, marcant 9 gols.
Com a entrenador dirigí el Celtic FC entre 1991 i 1993, i el Brighton & Hove Albion entre 1993 i 1995. El 1996 es convertí en director del futbol base de l'Arsenal. El 7 de març de 2008, la Football Association of Ireland anuncià que Brady seria l'entrenador assistent de Giovanni Trapattoni.
Brady fou inclòs a l'English Football Hall of Fame el 2006. El 1998 fou escollit per la Football League a la llista de les 100 llegendes del futbol anglès.

## Palmarès
- Copa anglesa de futbol: 1979.
- Lliga italiana de futbol: 1981, 1982.